# کارملو یوسته
کارملو یوسته (انگلیسی: Carmelo Yuste؛ زادهٔ ۳ فوریهٔ ۱۹۸۴) بازیکن فوتبال اهل اسپانیا است.
از باشگاه‌هایی که در آن بازی کرده‌است می‌توان به باشگاه فوتبال آلکورکون و باشگاه فوتبال ایبار اشاره کرد.